# Chlorthiamid
Chlorthiamid ist ein Herbizid aus der Gruppe der Thiocarbonsäureamide (Thionamide). Unter Normalbedingungen ist es ein weißer, fester Stoff und nicht brennbar.

## Geschichte
Hersteller von Chlorthiamid war die Shell Chemical Company, vertrieben wurde es unter dem Handelsnamen Prefix. In Deutschland wurde es zur Unkrautbekämpfung im Obst- und Weinbau sowie gegen Ampfer auf Viehweiden verwendet. Im Forst setzte man es gegen Adlerfarn ein. Chlorthiamid kam als Granulat mit einem Wirkstoffgehalt von 7,5 % in den Handel, oder als Kombinationspräparat mit dem Wirkstoff Dalapon.
In der Bundesrepublik Deutschland war nach der Anwendung auf Grünland eine Wartezeit von 21 Tagen einzuhalten, nach Einsatz unter Kernobst und Johannisbeeren die bei der Zulassung für das jeweilige Produkt vorgegebene Frist. Chlorthiamid-Rückstände in allen pflanzlichen Lebensmitteln durften 0,1 mg/kg nicht überschreiten (Stand 1982).

## Zulassung
In den EU-Staaten wie Deutschland und Österreich sowie in der Schweiz ist kein Pflanzenschutzmittel mit diesem Wirkstoff mehr zugelassen.

## Chemische Eigenschaften
Beim Erhitzen oder beim Verbrennen zersetzt sich Chlorthiamid, wobei sich korrosive, giftige Dämpfe (Chlorwasserstoff, Schwefeloxide, Stickoxide) bilden. Im Boden wird Chlorthiamid unter anderem zu Dichlobenil abgebaut.

## Toxikologie und Ökotoxikologie
Die akute orale LD50 für die Ratte wird mit 750 mg/kg Körpergewicht angegeben, die dermale LD50 mit über 1000 mg/kg.
Chlorthiamid war als nicht bienengefährlich und nicht fischgiftig eingestuft. Für mehrere Fischarten wurde im Mittel eine LC50 von 41 mg/l (24 Stunden) und von 33 mg/l (48 Stunden) gefunden.
Als Nachwirkungszeit im Boden wurden 5 bis 7 Monate ermittelt.